# Roodeplaat Dam Nature Reserve

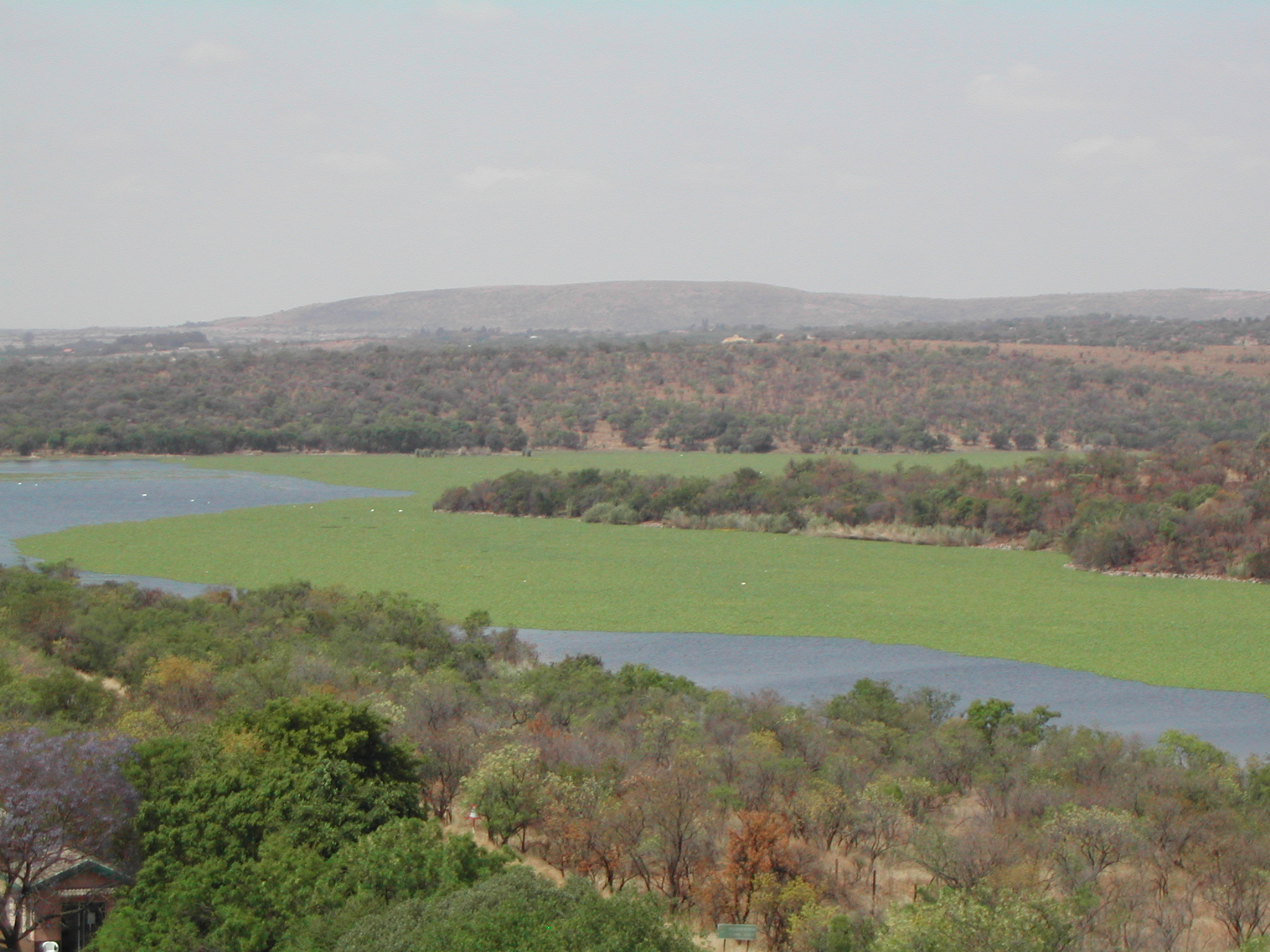
Die Talsperre mit Bewuchs von Wasserhyazinthen

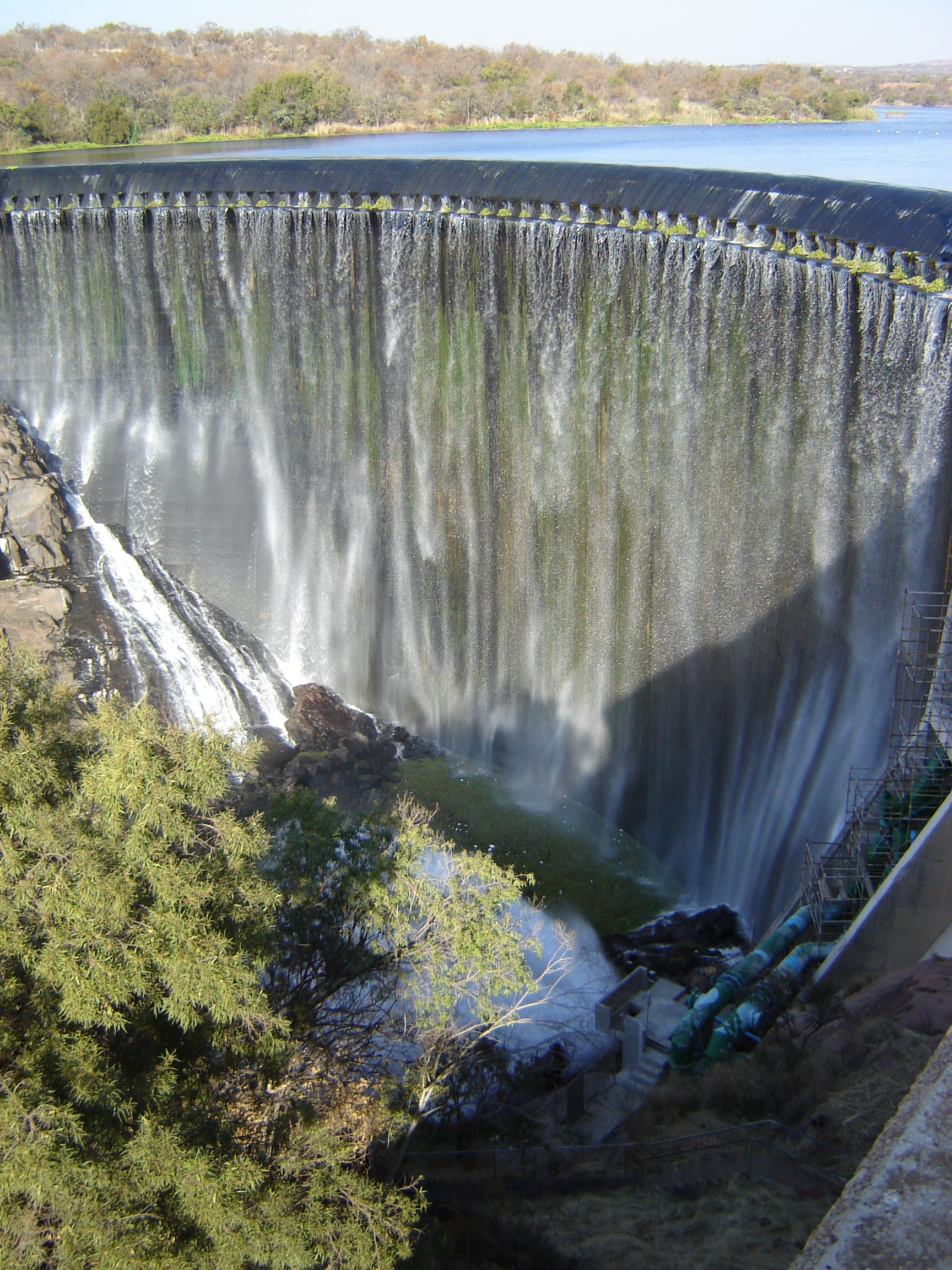
Der Staudamm

Das Roodeplaat Dam Nature Reserve ist ein Naturreservat, welches 22 Kilometer nordöstlich von Pretoria in der südafrikanischen Provinz Gauteng liegt.
Das Roodeplaat Dam Nature Reserve ist 1977 als Naturreservat und Outdoor-Erholungsgebiet eingerichtet worden. Es wird von Südafrikanern und Touristen besonders zum Beobachten von unterschiedlichen Tierarten, darunter Vögel, Zebras, Kudus, Warzenschweine, Impalas und Wasserböcke, für Wassersportarten und zum Angeln besucht.
Es ist in einen Süd- und Nordbereich eingerichtet. Im Nordsektor des Schutzgebietes befinden sich Möglichkeiten für Wassersportaktivitäten. Im Südsektor sind umfangreiche Tierbeobachtungen möglich und ein 7 Kilometer langer Wanderweg mit einer Raststelle in der Nähe des Staudamms ist hier vorhanden. Ein Konferenzzentrum mit einem Übernachtungscamp und einzelne Cottages ergänzen das touristische Angebot.

## Staudamm
Der Staudamm im heutigen Reservat, ursprünglich als Pienaars Rivier Dam bezeichnet, wurde 1956 erbaut, um die umliegenden Landbesitzer mit Wasser zu versorgen. Heutzutage hat sich die Talsperre zu einem der wichtigsten Wasserversorger für die Region um Pretoria entwickelt.
Nördlich des Stausees befand sich ein nach ihm benanntes militärisches Forschungszentrum der SADF. Es wurde ab 1990 aufgelöst. Das Gelände befindet sich nun in Bestimmung des Forschungsrates für Landwirtschaft (Agricultural Research Council).